# Santa Tereza do Oeste
Santa Tereza do Oeste är en kommun i Brasilien.   Den ligger i delstaten Paraná, i den södra delen av landet, 1 200 km sydväst om huvudstaden Brasília. Antalet invånare är 10 342.
Trakten runt Santa Tereza do Oeste består till största delen av jordbruksmark. Runt Santa Tereza do Oeste är det ganska glesbefolkat, med 42 invånare per kvadratkilometer.